# Єрн Доннер
Є́рн Ю́ган До́ннер (5 лютого 1933 , Гельсінкі  — 30 січня 2020 , Гельсінкі, Гельсінкі ) (фін. Jörn Johan Donner; — фінський шведськомовний письменник, режисер, сценарист, продюсер, кінокритик, актор. Один із засновників Фінського кіноархіву.

## Біографія

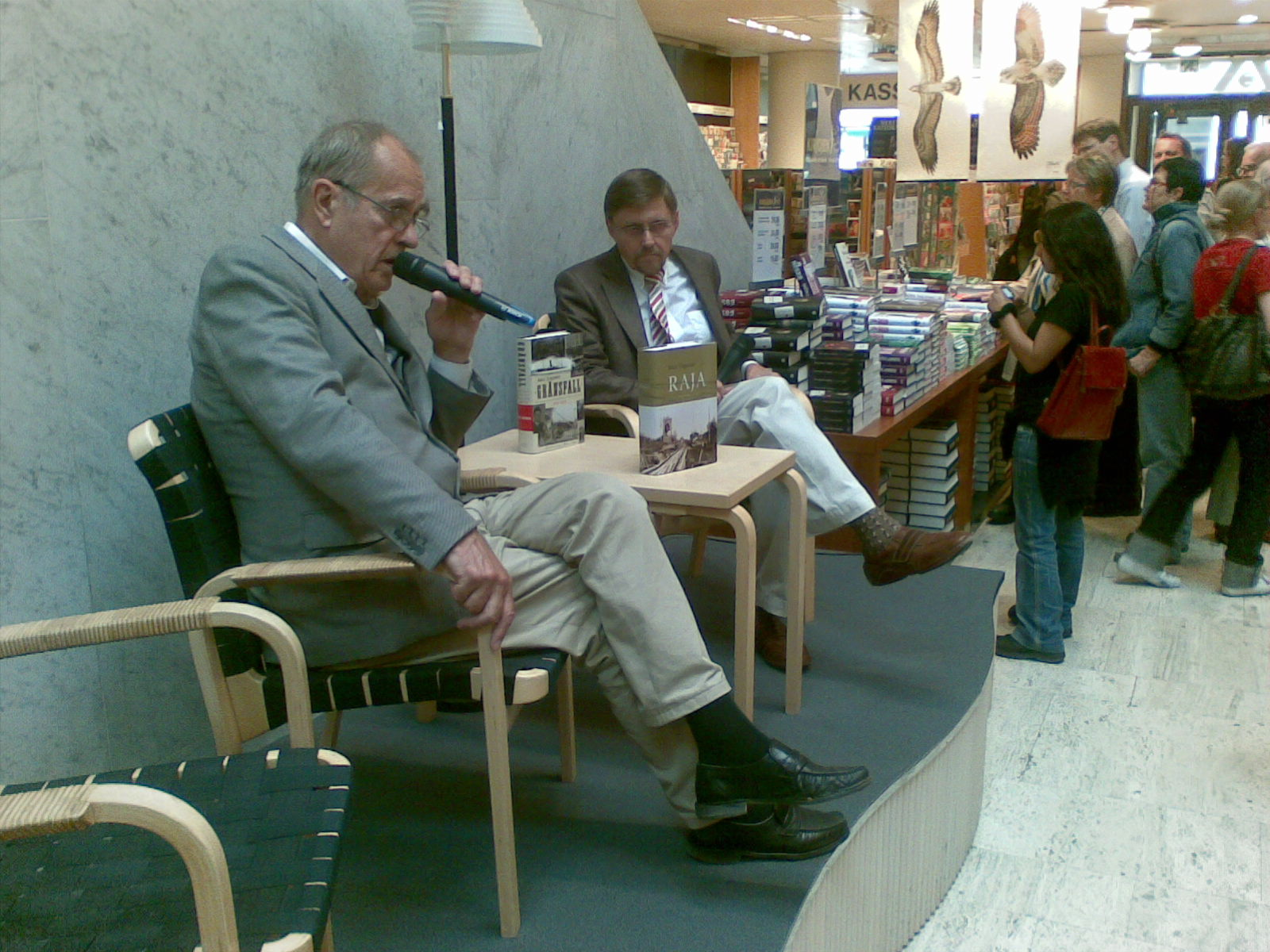
Єрн Доннер та Макс Енгман.

Народився 5 лютого 1933 р. в Гельсінкі. Вивчав політику і літературу в Гельсінському університеті. З 1951 — журналіст і критик.
Зняв у Фінляндії документальні фільми «Ранок у місті» (1954), «Вода» (1956), «Світ Інгмара Бергмана» (1975), в Швеції — «Свідоцтва про неї» (1960), «Досьє Бергмана» (1978), «Листи зі Швеції» (1987). У знятих ним у Швеції або спільно з Швецією ігрових стрічках «Неділя у вересні» (1963, приз на МКФ у Венеції), «Кохати» (1964), «Тут починається пригода» (1965), «Поперечна балка» (1966), «Анна» (1971) головні ролі виконала дружина режисера Гаррієт Андерссон. Її героїні — сучасні жінки з не дуже щасливо долею, які усвідомлюють порожнечу свого життя, не здатні знайти себе в байдужому світі.
З 1966 працював переважно у Фінляндії, де заснував власну виробничу компанію, був співпродюсером багатьох фінських і шведських фільмів, у тому числі картин «Фанні та Олександр» і «Після репетиції» Бергмана. У Фінляндії зняв стрічки «Чорне на білому» (1967) і «69» (1969), в яких зіграв головні ролі, а також «Портрети жінок» (1970), «Ніжність» (1972), «Похмілля» (1974), «Чоловіка не можна зґвалтувати» (1978), спільний шведсько-фінський фільм «Брудна історія» (1984). Одночасно в 1972—1975 був директором синематеки Шведського кіноінституту, в 1978—1981 очолював цей інститут, у 1981—1983 — голова Фінської кінофундації.

## Нагороди
- Номінація на найкращий фільм іноземною мовою Британської кіноакадемії — «Фанні й Олександр», 1984 рік
- Номінація на «Золотий лев» Венеціанського кінофестивалю — «Кохати», 1964 рік
- Переможець Венеціанського кінофестивалю у номінаціях «Найкращий дебют» — «Неділя у вересні» та «Золотий лев» — «Неділя у вересні», 1963 рік

## Літературна діяльність
Автор 26 книг, у тому числі про кіно: «Різні проблеми кіно» (1953), «Обличчя диявола» (1962) про творчість І. Бергмана.
Єрн Доннер став біографом і близьким приятелем фінського письменника Ельмера Діктоніуса. Упорядкував і відредагував його неопубліковані твори й 1954 року видав їх книжкою Ringar i stubben, dikter och småprosa 1918—1953 («Кола на стерні», неопубліковані вірші та оповідання, написані у 1918—1953 роках). 1995 року разом із Маріт Ліндквіст упорядкував і опублікував дві книжки, відповідно шведською і фінською мовами: Elmer Diktonius. Brev («Ельмер Діктоніус. Листування»); Elmer Diktonius, Kirjeitä ja katkelmia («Ельмер Діктоніус. Листи і уривки текстів»).

## Фільмографія
- 1963 Неділя у вересні / A Sunday in September — режисер
- 1964 Att Alska режисер, сценарист
- 1965 Тут починається пригода / Adventure Starts Here — режисер
- 1967 Поперечні балки / Rooftree — режисер, монтажер
- 1967 Stimulantia — режисер
- 1967 Teenage rebellion — режисер
- 1967 Чорне на білому / Black on white — виконавчий продюсер, режисер, монтажер, виконавець
- 1969 69 — виконавчий продюсер, режисер, виконавець
- 1970 Портрети жінок / Portraits of women — виконавчий продюсер, режисер, монтажер, виконавець
- 1971 Анна — продюсер, режисер, сценарист
- 1971 Perkele! — виконавчий продюсер, режисер
- 1972 Marja Pieni — продюсер
- 1972 Ніжність / Tenderness — виконавчий продюсер, режисер
- 1973 Baksmalla — режисер, сценарист, виконавець
- 1974 Maa on syntinen laulu — продюсер
- 1975 Світ Інгмара Бергмана / Tre Scener med Ingmar Bergman — режисер
- 1976 Drommen om Amerika — виконавчий продюсер
- 1976 Langt borta och nara — продюсер
- 1976 Tabu — продюсер
- 1977 Bluff stop — продюсер
- 1977 Hemat i natten — виконавчий продюсер
- 1978 Frigetens murar — виконавчий продюсер
- 1978 Чоловіка не можна зґвалтувати / Man kan inte valdtas — продюсер, режисер, сценарист
- 1978 Mannen i skuggan — виконавчий продюсер
- 1978 Slumrande toner — продюсер
- 1982 Ingenior andrees luftfard — продюсер
- 1982 Yhdeksan tapaa lahestya Helsinkia — продюсер, режисер, сценарист, монтажер
- 1983 Eishockey-fieber — виконавець
- 1983 Фанні й Олександр / Fanny och Alexander — виконавчий продюсер
- 1983 Regina ja miehet — виконавець
- 1984 Після репетиції / After the rehearsal — продюсер
- 1984 Angelan sota — виконавчий продюсер, виконавець
- 1984 Брудні історії / Dirty story — продюсер, режисер, сценарист
- 1986 Riisuminen — продюсер
- 1987 Листи зі Швеції / Brev fran Sverige — продюсер, режисер, сценарист, монтажер
- 1990 Paradise America — продюсер
- 1995 The faceless man — продюсер
- 1999 Seven songs from the tundra — продюсер
- 1999 Perkele lisaa kuvia suomesta (mini) TV Series — продюсер
- 2000 Laila hietamiehen hylatyt talot, autiot pihat — продюсер
- 2000 Abandoned houses — продюсер
- 2000 Presidentti (TV) — режисер